# عملة الرأس القديم

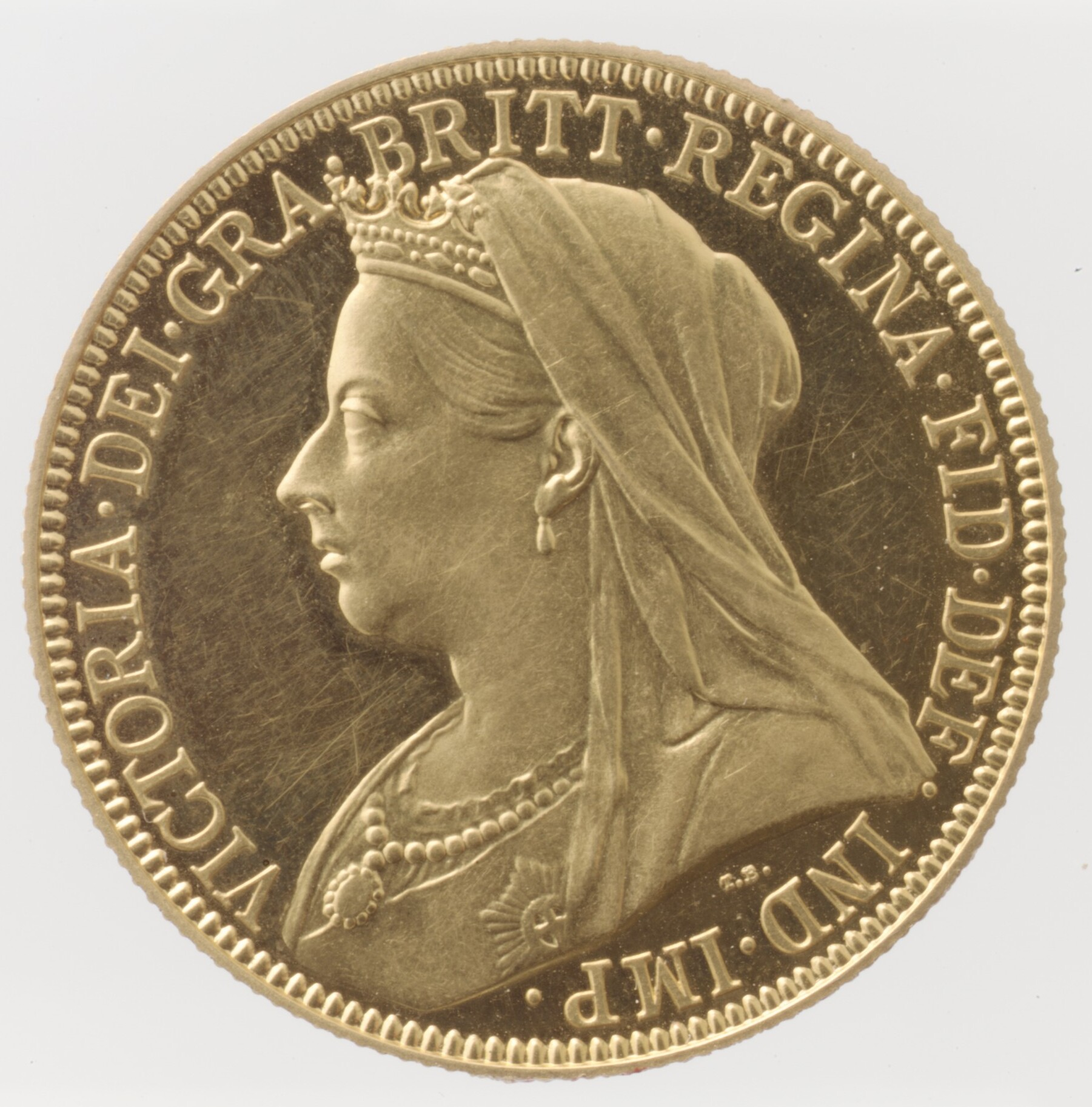
وجه العملة المعدنية القديمة (يظهر عليه الجنيه المزدوج من عام 1893)

عملة الرأس القديم أو عملة الرأس المحجبة عبارة عن عملات بريطانية سُكت وأرخت بين عامي 1893 و1901، والتي ظهرت على وجهها صورة لتوماس بروك للملكة فيكتوريا المسنة وهي ترتدي تاجًا مخفيًا جزئيًا بواسطة حجاب الأرملة. وقد حلت محل عملة اليوبيل التي سكت منذ عام 1887، وتعرضت لانتقادات واسعة النطاق بسبب صورة الملكة، ولأن ظهر معظم العملات لم يذكر قيمتها النقدية. استمرت بعض الطوائف في استخدام تصميماتها العكسية القديمة، مع امتداد تصميم بينيديتو بيستروتشي للسوفرن إلى نصف السوفرن. استخدمت تصميمات جديدة لبعض العملات الفضية، والتي أنشأها إما بروك أو إدوارد بوينتر، وذُكرت قيم جميع الفئات الأقل من التاج، أو قطعة الخمسة شلنات.
وفي وقت مبكر من عام 1888، بدأ النظر في استبدال عملة اليوبيل بتصميم جديد، لكن المسؤولين فضلوا الانتظار. توفي مصمم وجه عملة اليوبيل، السير جوزيف بوم، في عام 1890، وبعد فترة وجيزة، قام وزير الخزانة، جورج جوشن، بتعيين لجنة لتصميم العملات المعدنية للنظر في هذه المسألة. وفي عام 1892، قدمت تلك اللجنة تقريرها، واقترحت تصميمات جديدة لظهر بعض الفئات، في حين ظلت الوجهات الخلفية لعملات أخرى كما هي. كان لا بد من إجراء بعض التعديلات بعد التقرير، ولكن صدرت العملات الجديدة في أوائل عام 1893 وسط مراجعات إيجابية بشكل عام.
أصبحت عملة الرأس القديم أول عملة تحمل، كجزء من الألقاب الملكية للملك، IND IMP (Indiae Imperatrix)، وهي الكلمة اللاتينية التي تعني إمبراطورة الهند. على الرغم من أن فيكتوريا لم يكن لديها الحق في استخدام هذا اللقب في المملكة المتحدة، إلا أن رئيس الوزراء، اللورد سالزبوري، وحكومته وافقوا على استخدامه على العملات المعدنية في عام 1892 لأن العملات المعدنية كانت متداولة أيضًا في المستعمرات. تتكون عملة الرأس القديم في الأصل من عُملات ذهبية وفضية فقط، ولكن في عام 1895، وضع بروك رأس فيكتوريا على العُملة البرونزية (البنسات وكسورها) أيضًا. استمر سكها حتى وفاة الملكة فيكتوريا عام 1901، مما استلزم تغيير تصميم الوجه الأمامي؛ وبدءًا من عام 1902، حملت العُملة المعدنية رأس خليفتها، إدوارد السابع.

## خلفية

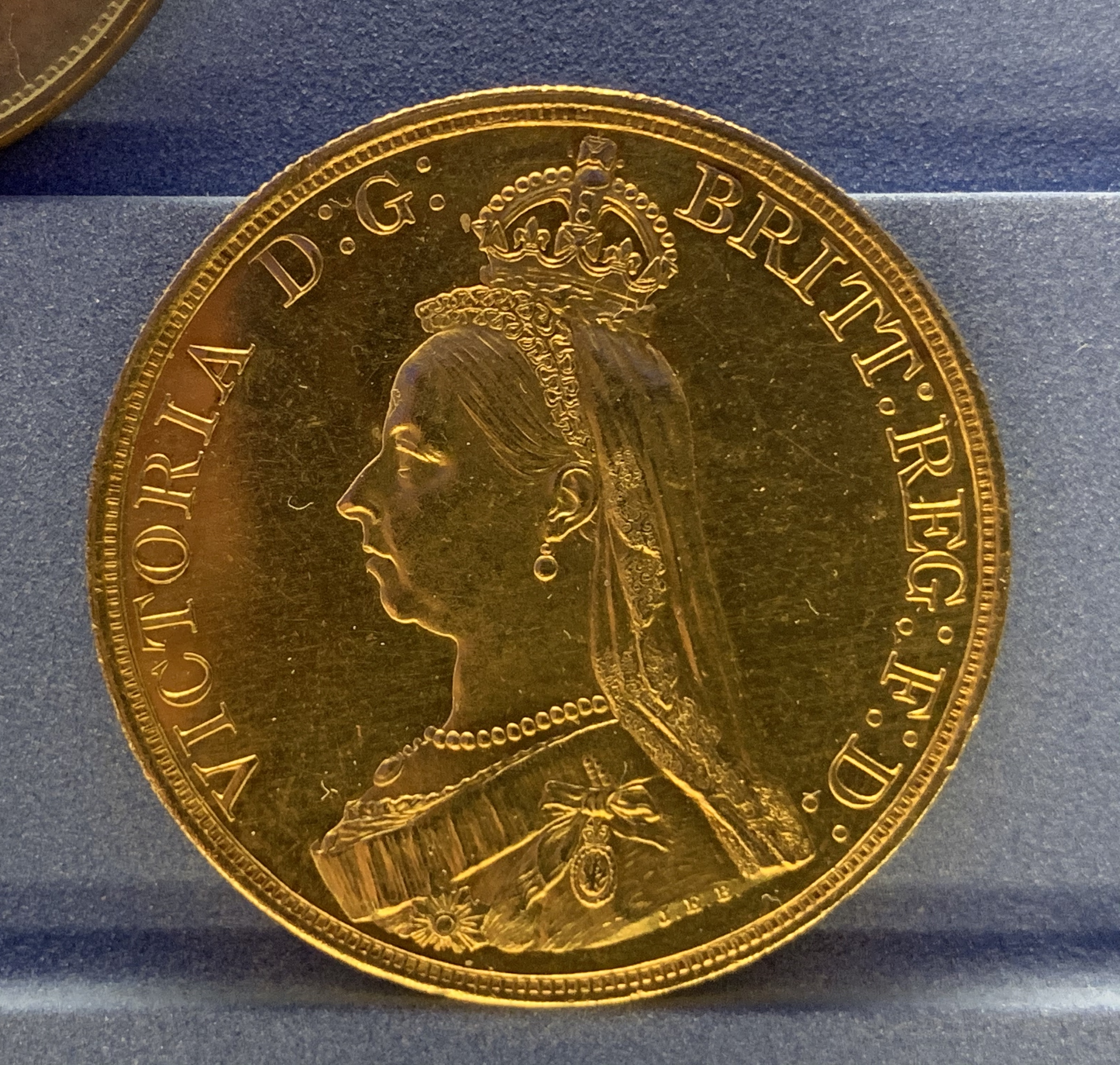
عملة ذهبية من عملة اليوبيل

قُدم تصميم جديد للعملات الذهبية والفضية البريطانية في يونيو/حزيران 1887، صممه جوزيف بوم. تزامن هذا مع اليوبيل الذهبي للملكة فيكتوريا، وأصبح الإصدار الجديد معروفًا باسم عملة اليوبيل. قدُمت تصميمات عكسية جديدة من قبل ليونارد تشارلز واين في نفس الوقت للعملات الفضية بين ستة بنسات ونصف التاج، وقُدمت عملة جديدة، وهي عملة الفلورين المزدوج أو قطعة الأربعة شلن. سك التاج، أو قطعة الخمسة شلنات، للتداول لأول مرة منذ أربعينيات القرن التاسع عشر.
ترتدي فيكتوريا في تصميم بوم تاجًا صغيرًا، وهو التاج الماسي الصغير ، على رأسها. هذا التاج الذي كانت تفضل ارتداءه في ذلك الوقت، بسبب وزنه الخفيف، ولكن التصميم تعرض لانتقادات لأنه جعل التاج يبدو وكأنه على وشك السقوط. علاوة على ذلك، لم يتضمن أي من تصميمات العُملات الفضية الجديدة بيانًا بقيمة العُملة. طُليت العُملة المعدنية ذات الستة بنسات، والتي كانت بنفس حجم نصف الجنيه الذهبي، على الفور من قِبل المحتالين لجعلها تبدو وكأنها العملة الأكثر قيمة، وتوقفت دار سك العُملة الملكية على عَجل عن الإنتاج، وعادت إلى التصميم العكسي السابق، والذي تضمن بيانًا بقيمة العُملة المعدنية.
حرصت دار سك العُملة الملكية على تغيير تصميم بوم بتصميم آخر بمجرد مرور فترة زمنية مناسبة. في وقت مبكر من عام 1888، عُرضت على فيكتوريا عُملة معدنية ذات تصميم جديد مُقترح؛ يُشير مارك ستوكر، في مقالته عن العملة المعدنية لعام 1893، إلى أن عدم وجود المزيد من الوثائق حول التصميم الجديد يعني أن الموافقة الملكية على المضي قدمًا لم تكن قادمة. في سبتمبر/أيلول 1889، كتب وزير الخزانة جورج جوشين إلى فيكتوريا، "بما أن المناقشة العامة حول عملة اليوبيل قد هدأت، وبدا أن الجمهور قد اعتاد على العملة الجديدة، فقد اعتقدت أنه قد يكون من الأفضل ترك الأمر لبعض الوقت". أجابت: "إن الملكة تكره العُملة الجديدة بشدة، وتتمنى أن يظل القديم صالحًا للاستخدام وأن يتخلص من العُملة الجديدة تدريجيًا، ثم تُسك عُملة جديدة." كان جوشن متشككًا في إمكانية القيام بذلك، لكنه وعد قائلًا: "سأتشاور مع سلطات دار سك العُملة بشأن ما إذا كان ينبغي لنا، إذا لم نتمكن من العودة، ألا نمضي قدمًا في التصميم الجديد."

## تحضير
اختار جوشين المضي قدمًا من خلال تعيين لجنة استشارية، لجنة تصميم العُملات المعدنية، في فبراير/شباط 1891، بملخص "لفحص التصميمات على العُملات المعدنية المختلفة التي طُرحت للتداول في عام 1887، والتحسينات التي اقترحت في تلك التصميمات منذ ذلك الحين، وتقديم التوصيات بشأن هذا الموضوع كما قد يبدو مرغوبًا فيه، والإبلاغ عن العُملات المعدنية، إن وجدت، التي يجب أن يكون لها قيم معبر عنها بالكلمات والأرقام". ترأس اللجنة عضو البرلمان الليبرالي، السير جون لوبوك، وكان الأعضاء الآخرون هم ديفيد باول، نائب محافظ بنك إنجلترا؛ ريتشارد بلاني ويد، رئيس البنك الإقليمي الوطني؛ السير فريدريك ليجتون، رئيس الأكاديمية الملكية؛ السير جون إيفانز، رئيس الجمعية البريطانية لعلم العملات؛ والسير تشارلز فريمانتل، نائب رئيس دار سك العملة الملكية.
في اجتماعها الأول، المنعقد في 12 فبراير/شباط 1891، أوصت اللجنة بعدم ضرب الفلورين المزدوج مرة أخرى. شعروا أنه بما أن قطعة الخمسة شلنات سوف تستمر في الصك، فإن قطعتين فضيتين كبيرتين لن تكونا ضروريتين. وافقت الحكومة على التوصية- وعُلق سك العُملة المعدنية المزدوجة الفلورين في أغسطس/آب 1890. وفي اجتماعها الثاني، في 27 فبراير/شباط، نظرت اللجنة في مسابقة مفتوحة لتصميمات عُملات معدنية جديدة، ولكنها قررت بدلاً من ذلك دعوة عدد من الفنانين (جميعهم من الأكاديميين الملكيين أو الأعضاء المنتسبين للأكاديمية) لتقديم مقترحاتهم. وطُلب من الفنانين المدعوين تقديم صورتين لفيكتوريا، كلاهما متجهة إلى اليسار، لأن دار سك العُملة الملكية كانت تفكر في عدم استخدام نفس الصورة على الفلورين ونصف التاج لتجنب الخلط بين الفئات، والتي كانت متقاربة في الحجم والقيمة. عُرض على المشاركين 150 جنيهًا إسترلينيًا مقابل أعمالهم، وهو المبلغ الذي اعتبرته مجلة Illustrated London News غير كافٍ، ورفض فنانان الدعوة.
كان الموعد النهائي للمسابقة هو 31 أكتوبر/تشرين الأول 1891، وفي 27 نوفمبر/تشرين الثاني، اجتمعت اللجنة في بنك إنجلترا للنظر في المشاركات. واختيرت التصميمات الأمامية التي قدمها النحات السير توماس بروك. قررت اللجنة الإبقاء على تصميم القديس جورج والتنين الذي صممه بينيديتو بيستروتشي عام 1817 على التاج، والسوفرن، والسيفير المزدوج، والقطعة التي تزن خمسة جنيهات، ووسعته ليشمل نصف السوفرن. بالنسبة للستة بنسات ونصف التاج، اختيرت التصميمات التي وضعها بروك، على الرغم من أنه كان يقصد أن تكون للشلن والفلورين. بالنسبة لتلك العُملات، اختيرت التصاميم من قبل إدوارد جون بوينتر. إن عملية اتخاذ القرار في اللجنة غير واضحة، على الرغم من أن جوشين ذكر لاحقًا أن تأثير ليجتون كان هو السائد.

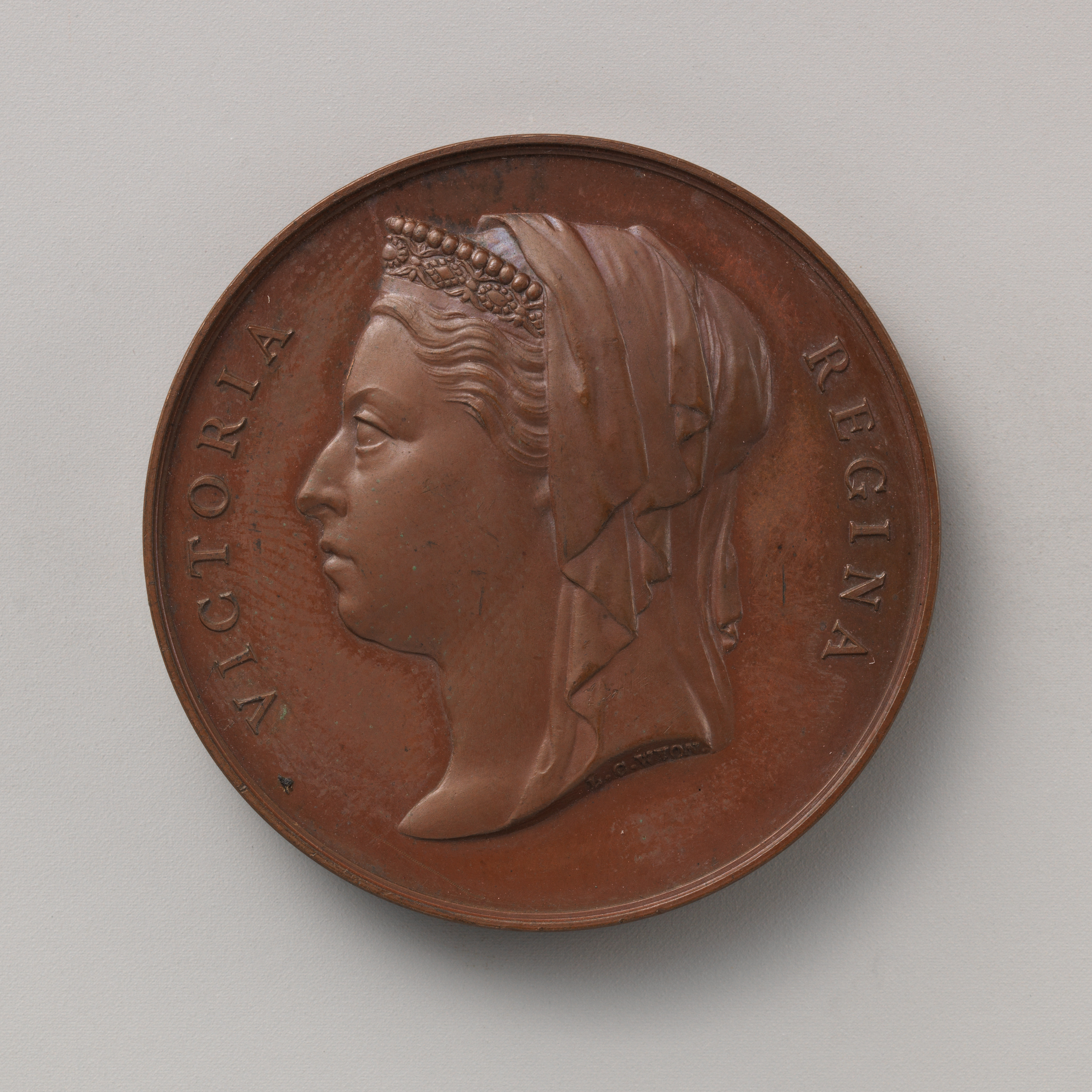
ميدالية الأشانتي أو "الأشانتي" (1874)

وفي الاجتماع التالي للجنة في 23 ديسمبر/كانون الأول 1891، تقرر مطالبة بروك بتعديل الوجه الأول للعُملة تقليدًا لميدالية الأشانتي لعام 1874. وفقًا لستوكر، "باختصار، دُمجت ميدالية أشانتي مع تصميم بروك السابق لإنشاء "الرأس القديم". لم يتطلب الأمر سوى القليل من التغيير في وجهه الثاني. كان مطلوبًا من كلا النحاتين إجراء تغييرات طفيفة على تصميمات الوجه الخلفي، وهو ما فعلاه في الوقت المناسب للموافقة على الوجه الخلفي في اجتماع اللجنة النهائي في 11 مارس/أذار 1892. وأوصت اللجنة باستخدام صورة ثانية لفيكتوريا على الفلورين فقط. وعندما اعترضت فيكتوريا على ذلك، حيث رأت أنه من غير المحتمل أن يميز أي شخص بين الفئتين بهذه الطريقة، قامت اللجنة بمراجعة تقريرها. صُنع الفلورين الجديد بحيث يكون قطره أصغر قليلًا، وهي المرة الثالثة التي يُغير فيها حجمه منذ تقديمه في عام 1849.
وجه النحاتين لإدراج اسم فيكتوريا وألقابها في تصميماتهم، والتي قُدمت على أنها اللاتينية "Victoria Dei Gratia Regina Britanniarum Fidei Defensor" ("فيكتوريا، بفضل الله، ملكة الممالك البريطانية، المدافعة عن الإيمان")، يمكن اختصارها حسب الضرورة. مارست فيكتوريا الضغط منذ عام 1888 من أجل إدراج لقبها كإمبراطورة للهند، الممنوح بموجب قانون الألقاب الملكية لعام 1876، على العملة، وفي 12 فبراير/شباط 1892، كتب رئيس الوزراء، اللورد سالزبوري، إليها، "إن خدم جلالتك يرون أن لقب إمبراطورة الهند، الذي يشير، كما يفعل، إلى علاقة جلالتك بالجزء الأكبر من رعاياك، يجب أن يظهر على العُملة، في شكل الأحرف "Ind Imp" أو "II" أو بعض الاختصارات المماثلة." وعلى الرغم من أن قانون الألقاب الملكية منع الملك من استخدام هذا اللقب في الأمور التي تقع حصريًا داخل المملكة المتحدة، فقد قرر مجلس الوزراء أنه يمكن تضمين الصياغة حيث تتداول العُملات المعدنية أيضًا في المستعمرات.
في 12 مارس/أذار 1892، أُرسلت التصاميم إلى السير هنري بونسونبي، السكرتير الخاص للملكة. أعجبت الملكة بشكل عام بوجه "الرأس القديم"، على الرغم من أنها لم تعجب بوجه بروك الثاني، والذي اسقط بعد ذلك. لم يعجبها نقش الظهر لبروك لنصف التاج ونقش الظهر بوينتر للشلن. قام النحاتان بإعداد نُسخ جديدة، على الرغم من أن بوينتر أراد أجرًا إضافيًا، وهو ما لم يحصل عليه. لم يكن واضحا من الذي سينقش التصاميم على قوالب فولاذية، حيث توفي ليونارد واين، النقاش في دار سك العُملة الملكية، في عام 1891، ولم يترك خلفًا واضحًا. اقترح بروك في النهاية جورج ويليام دي سولس، وهو نقاش من مواليد برمنغهام عمل في لندن لصالح شركة جون بينتشيز (الحائزون على الميداليات)، لكنه عاد منذ ذلك الحين إلى مدينته الأصلية للعمل لدى الحائز على الميداليات، جوزيف مور.
لم تكن فيكتوريا قد جلست أمام بروك؛ بل كان النحات يعمل من خلال صور فوتوغرافية لها، وكان لديه العديد منها. كانت نُسخته الأصلية مصنوعة من الشمع، والتي صَنع منها قالب جبس. وبعد أن وافقت اللجنة على عمله، قام بصنع قالب جديد، وعمل على صنع عُملة معدنية ذات نقش بارز، مناسبة للسك. استخدم دي سولس مخرطة اختزال لصنع محاور بحجم العُملة المعدنية، والتي يمكن من خلالها صُنع قوالب العُملة المعدنية. تركت هذهِ العملية عددًا من الخطوط الصغيرة على الفولاذ الخاص بالمحاور؛ و أزالها دي سولس تحت إشراف بروك. وبالمثل أشرف بوينتر على عملية النسخ العكسي التي صممها. كان دي سولس مسؤولاً عن معظم العمل المتعلق بالملف الشخصي والكتابة على وجوه العُملات المعدنية.

## تصميم

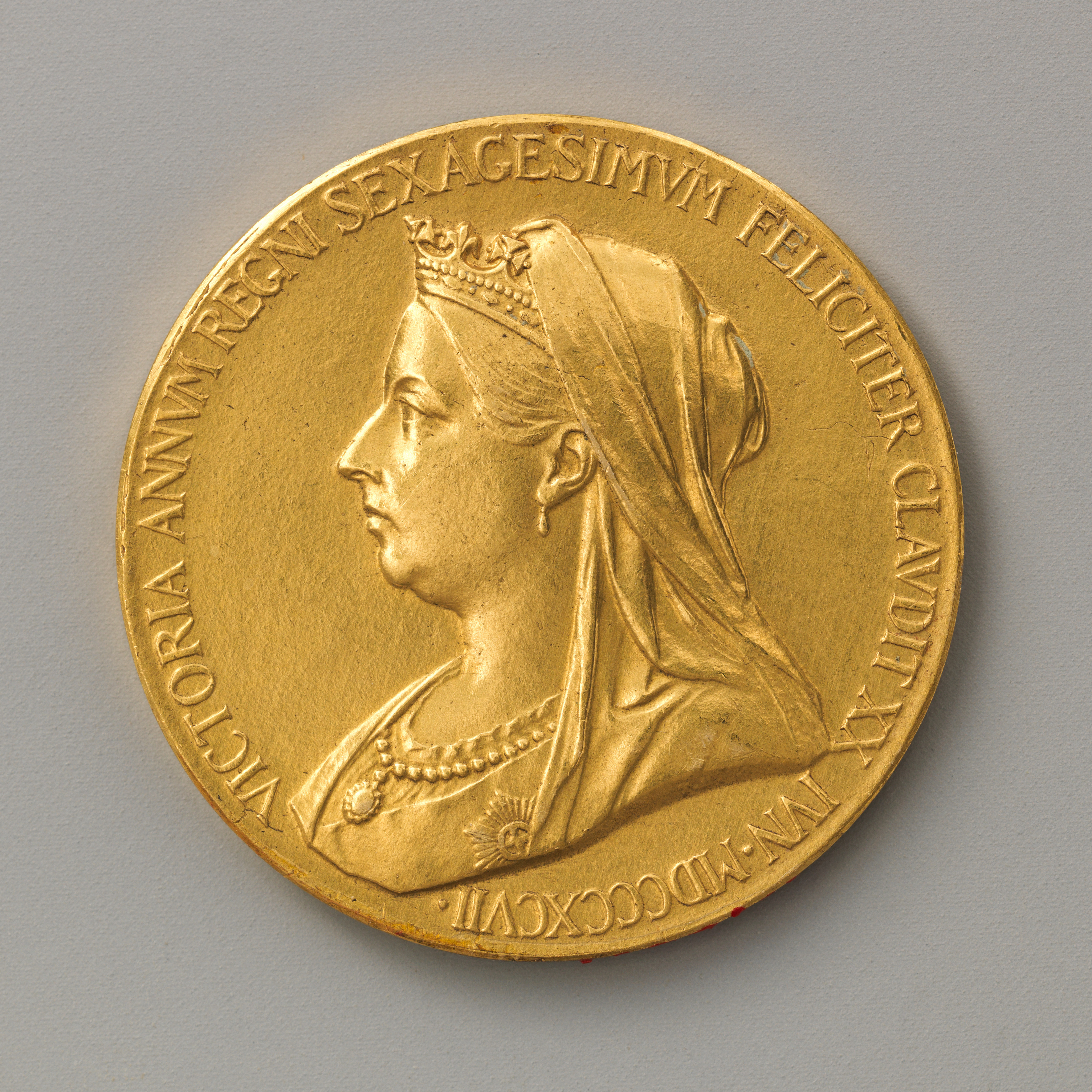
ميدالية بروك بمناسبة اليوبيل الماسي لملكة فيكتوريا (1897)

يتميز تصميم بروك للوجه الأمامي بتمثال نصفي للملكة فيكتوريا متجهًا إلى اليسار، مع ملامح امرأة أكبر سنًا. ترتدي تاجًا مخفيًا جزئيًا بواسطة حجاب يتدلى خلف الأذن. شعرها المستقيم مربوط لأعلى من صدغها، فوق الأذن المرئية، والتي تتدلى منها قرط ذو قطرة واحدة. ترتدي صدرية ذات كشكشة، مع عباءة فوقها، وقلادة مع عقد. على العباءة، في مواجهة المشاهد، توجد نجمة الرباط، مع جزئها الخارجي المغطى جزئيًا بالحجاب. الأحرف الأولى من اسم المصمم، TB، موجودة أسفل النقش الموجود على التمثال النصفي، على مُعظم الفئات بالقرب من الحرف D في IND.
باستثناء نصف التاج، تحمل العُملات المعدنية على الوجه الأمامي نقش VICTORIA DEI GRA BRITT REGINA FID DEF IND IMP. على نصف التاج، يُقسم النقش اللاتينية إلى VICTORIA DEI GRA BRITT REG على الوجه الأمامي، مع FID DEF IND IMP على الوجه الآخر. كانت IND IMP جديدة على العُملات البريطانية، لكن فيكتوريا سعت إلى إدراجها في وقت مبكر من عام 1888. وعلى الرغم من ذلك، نجحت في إدخال عملة الرأس القديم بعد خمس سنوات. "Britanniarum"، والتي تعني "البريطانيين"، اختصرت إلى BRITT، من خلال تدخل ويليام جلادستون. كان جلادستون عالمًا لاتينيًا وسياسيًا، وقد استشهد بالقاعدة التي تنص على أن اختصار الاسم الجمع في اللاتينية يجب أن يُترجم بحرف ساكن نهائي مزدوج.
شعار DECUS ET TUTAMEN (اضيف ("زينة وحماية") إلى حافة التاج، بالإضافة إلى السنة الملكية بالأرقام الرومانية: وبالتالي فإن بعض التيجان لعام 1893 تجعل هذا الرقم LVI (السنة السادسة والخمسون من حكم فيكتوريا) وبعضها LVII ، مع استمرار النمط حتى عام 1900 (آخر عام من حكم فيكتوريا حيث سكت التيجان). التيجان مع DECUS ET TUTAMEN وقد ضُرب لأول مرة بالسنة الملكية في عهد تشارلز الثاني. في ذلك الوقت، كان الغرض العملي من نقش الحافة هو ردع القطع غير المشروع للعُملات المعدنية لإزالة المعدن. الصياغة، DECUS ET TUTAMEN، قيل أنه اقترح من قِبل السيد إيفلين استنادًا إلى رسم مصغر من العهد الجديد للكاردينال دي ريشيليو.
كانت العُملة الذهبية تحمل تصميم القديس جورج والتنين لبيستروتشي. أعيد تصميم الريشة الموجودة على خوذة القديس، والتي كانت موجودة في تصميم بيستروتشي الأصلي للقطع التي يبلغ وزنها خمسة أرطال ورطلين قبل إزالتها لاحقًا ثم ترميمها في عام 1887. على الرغم من أن نصف الجنيه الإسترليني يحمل تصميم بيستروتشي، إلا أنه لا يحمل الأحرف الأولى من اسمه؛ وقد علق عالم العُملات ريتشارد لوبيل قائلاً: "كيف كان الإيطالي الأناني، الذي كتب اسمه بالكامل على تاج عام 1818، ليكره ذلك!" كانت دور سك العُملة الأسترالية الفرعية في سيدني وملبورن تصدر عُملات ذهبية من نوع المملكة المتحدة تحمل صورة بروك من عام 1893 إلى عام 1901، مع إصدار دار سك العُملة الفرعية الجديدة في بيرث عُملات مماثلة من عام 1899 إلى عام 1901. كما صدرت نصف الجنيهات من دار سك العُملة الأسترالية، ولكن ليس في كل السنوات
نصف التاج، أول عُملة من هذه القيمة تظهر قيمتها على وجهها، تصور درعًا داخل طوق وسام الرباط. يُظهر تصميم بوينتر للشيلنج والفلورين دروعًا تحمل شعارات إنجلترا، اسكتلندا، وأيرلندا على دروع منفصلة، مع إحاطة الكل بربطات. كان الشلن قد شهد قيمته محفورة على وجهه منذ عام 1831 حتى إعادة تصميم اليوبيل؛ و استعادة عبارة ONE SHILLING عليه. ستظل العُملات من فئة الستة بنسات والثلاثة بنسات تحمل تصميماتها السابقة؛ وستحمل جميع الفئات الأقل من التاج الآن بيانًا بالقيمة. على البنس وكسوره، جُعل شكل بريتانيا من الإصدارات السابقة أكثر استقامة ويقظة، وحذفت السفينة الشراعية والمنارة التي شوهدت على جانبيها؛ ورُممت المنارة في عام 1937.
اعتبر السير جون كريج، في تأريخه لدار سك العُملة الملكية، أن جهود بروك كانت "الأقل فشلاً" من بين التصميمات المقدمة. اعتبر بيتر سيبي، في كتابه تأريخ العُملات البريطانية، أن هذا التصوير "صورة جديدة ومحسنة للملكة"، كانت الصورة أكبر من تلك الموجودة على عُملة اليوبيل. اعتبر ليونارد فورر، في قاموسه السيري لحاملي الميداليات لعام 1916، أن الوجه الأمامي "صورة رائعة للملكة من رسم النحات المثقف السير توماس بروك"، على الرغم من أنه وصف الوجه الخلفي لبوينتر بأنه "غير مرضٍ للغاية".

## التداول

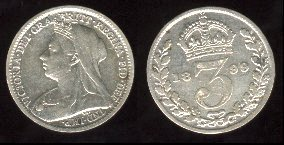
لم يتم إجراء أي تغيير على التصميم العكسي للعملة المعدنية ذات الثلاثة بنسات

في 30 يناير/كانون الثاني 1893، وهو تأريخ الإعلان عن العُملات الجديدة الحالية، عرضت فريمانتل العُملات الجديدة للصحافة في دار سك العُملة الملكية، وحصلت على رد فعل أكثر إيجابية بكثير من رد فعل عُملة اليوبيل قبل ست سنوات. وذكرت صحيفة برمنجهام ديلي بوست أن "النتيجة هي نجاح واضح" [...] ملامح جلالتها تحمل تعبيرًا لطيفًا للغاية". أشارت صحيفة بال مال غازيت إلى أنه "سيكون من قبيل الإدانة الخافتة مجرد القول بأنها ذات مظهر متفوق على إصدار اليوبيل"، وأنه على الرغم من أن استخدام السلطة لتضمين لقب إمبراطورة الهند كان متأخرًا، إلا أنه كان صحيحًا بلا شك، حيث كانت العُملات البريطانية هي العطاء القانوني في المستعمرات.

كتبت صحيفة لانكستر غازيتر في 8 فبراير/شباط: "تنطلق العُملة الجديدة بميزة كبيرة، إذ تحل محل بعض أسوأ التصاميم التي طرحتها دار سك العُملة في التداول على الإطلاق. وفي غضون أيام قليلة، ستكون في متناول الجميع." وكتبت صحيفة ديلي نيوز:
العملة الجديدة تُعدّ تحسينًا هائلاً على سابقتها. لو كان فنان يوناني لوافق على تصميم السيد بروك لرأس الملكة. فبدلاً من تاج اللعبة ذي العقدة العلوية السخيف الذي يعود إلى فترة اليوبيل، وضع السيد بروك تاجًا بسيطًا يليق تمامًا، يتدلى فوقه حجابٌ بطياتٍ خفيفةٍ ورشيقةٍ حتى الكتفين. ها هو، أخيرًا، شيءٌ يُمكن النظر إليه دون ضحك. الصورة رائعة. أما التاج، فهو الزينة التي ترتديها جلالتها عادةً في المناسبات الرسمية. وهو الزينة التي سترتديها في الحادي والثلاثين من يناير لو كانت ستفتتح البرلمان شخصيًا.

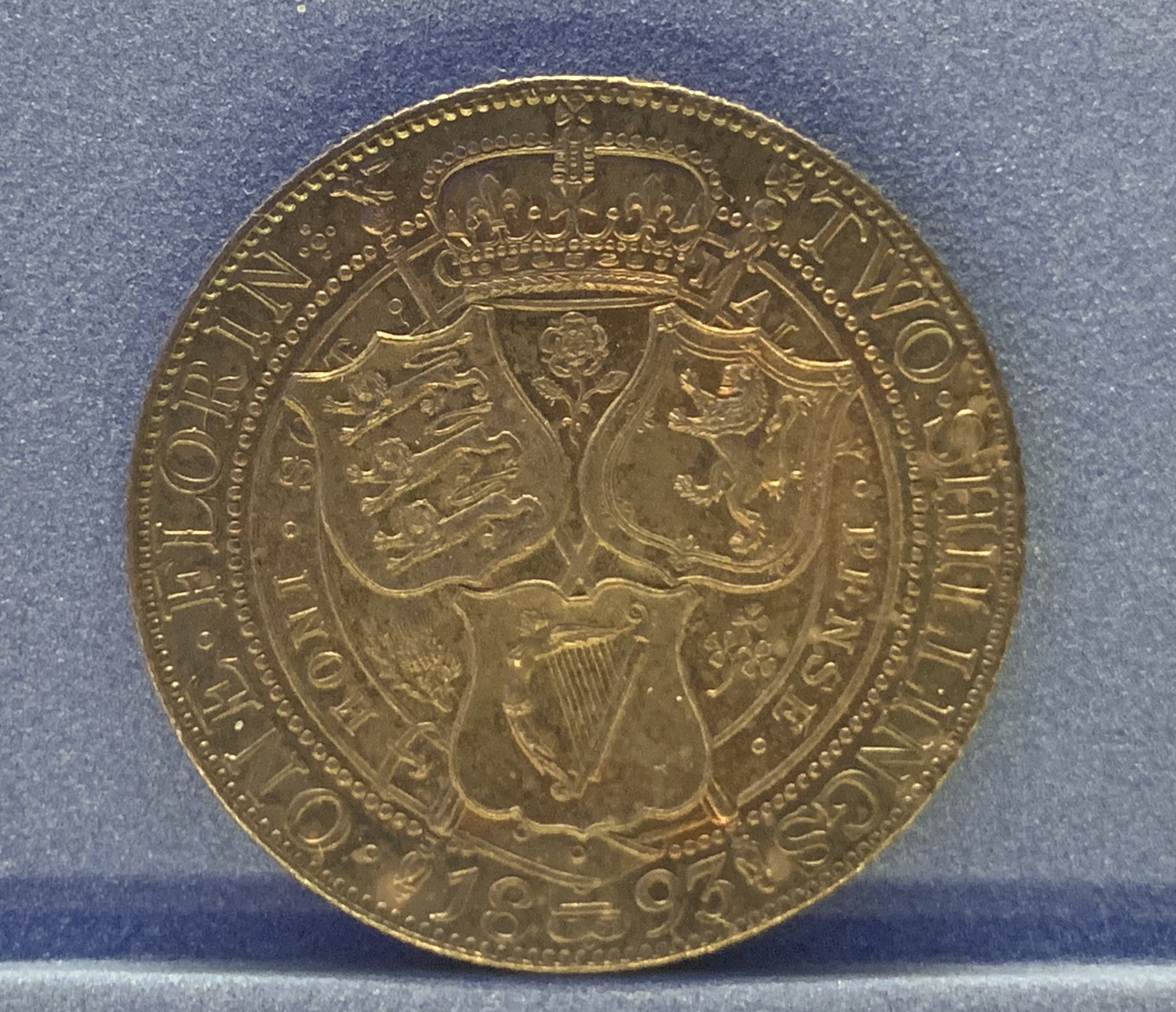
الفلورين الجديد، من تصميم بوينتر

لم يعجب الجميع المظهر الجديد للملكة. صرح النائب الليبرالي الاتحادي، جيمس باركر سميث، في مجلس العموم أن العُملات السوفرن الجديدة ذكّرته بآلات عد النقود التي يُمكن شراؤها بعشرين سنتًا مقابل بنسات؛ "لم يعتقد أن أي شخص على دراية بالعُملات المعدنية سيكون راضيًا تمامًا عنها. لقد بُذلت جهود كبيرة جدًا لحشر الكثير في التصميم". ربما كانت فيكتوريا نفسها غير راضية عن الوجه الجديد، حيث كتب المستشار الجديد، ويليام هاركورت، إليها في الأول من فبراير/شباط عام 1893 معربًا عن "موافقته الكاملة على وجهة نظر جلالتك بأن رأس الملكة في العُملة الجديدة يترك الكثير مما هو مرغوب فيه سواء في التشابه أو التنفيذ". شعر الرسام فيليب ويلسون ستير أن قلادة الملكة وأقراطها وأوامرها أعطت الوجه الجديد "مظهرًا رخيصًا مُعينًا" وشعر أن تصميمات بوينتر كانت ضيقة، كانت الحروف الموجودة على الشلن كبيرة الحجم. كان بعض الاعتراض من ويلز على استبعاد أي شعار لهذا البلد مِن العُملات المعدنية، نظرًا لتصوير رموز إنجلترا، اسكتلندا، وأيرلندا، أراد البعض تضمين الكراث أو التنين. ومع ذلك، ذَكر جون ليجتون من جمعية الآثار أنه وجد الكراث "بعيدًا عن الزخرفة ويصعب وصفه مثل الجزر".
اعتبر فريمانتل الوجه الجديد "صورة شعبية للملكة تقريبًا" وأشاد بدي سولس لدورهُ في "الاستقبال الإيجابي للعُملات المعدنية من قِبل الخبراء والجمهور بشكل عام". بيعت مجموعات من العُملات المعدنية الجديدة، التي يعود تأريخها إلى عام 1893، من قِبل دار سك العُملة الملكية للجمهور مقابل علاوة.
لم تُسك أي عُملات برونزية (البنسات وكسورها) مع صورة اليوبيل، حيث كان هناك فائض كبير منها في ذلك الوقت. في عام 1895، قام دي سولس بتعديل وجه بروك ليتناسب مع القطع البرونزية، وأجرى تعديلات على ظهرها، وأصبحت هذه التعديلات سارية بموجب إعلان مؤرخ 11 مايو/أيار 1895.
ضربت دور سك العُملة الأسترالية في ملبورن وسيدني العُملات الذهبية كل عام من عام 1893 إلى عام 1901. سكت نصف الجنيهات في سيدني في كل عام، وفي ملبورن في أعوام 1893، 1896، 1899 و1900. في عام 1899، بدأ فرع ثالث لدار سك العُملة الأسترالية في سك العُملات الذهبية. كانت هذهِ دار سك العملة في بيرث، التي افتتحت في 20 يونيو/حزيران 1899. وقد ضُربت عُملات سوفرن في أعوام 1899 ،1900، و1901 ونصف عملات سوفرن في عامي 1899 و1900.
توفيت الملكة فيكتوريا في يناير/كانون الثاني 1901. استمرت العُملات المعدنية التي تصورها، والتي يعود تأريخها إلى عام 1901 والتي تحمل تصميم بروك، في الضرب حتى أصبحت العُملات الجديدة (التي صممها دي سولس) لخليفتها، إدوارد السابع، جاهزة في مايو/أيار 1902.

## فهرس
- Craig، John (2010) [1953]. The Mint (ط. paperback). Cambridge, UK: Cambridge University Press. ISBN:978-0-521-17077-2.
- Dyer، G. P. (1995). "Gold, Silver and the Double Florin" (PDF). British Numismatic Journal. ج. 64: 114–125. مؤرشف من الأصل (PDF) في 2024-02-25.
- Dyer، G. P.؛ Gaspar، P. P. (1992). "Reform, the New Technology and Tower Hill". في Challis، C. E. (المحرر). A New History of the Royal Mint. Cambridge, UK: Cambridge University Press. ص. 398–606. ISBN:978-0-521-24026-0.
- Freeman، Michael J. (1985) [1970]. The Bronze Coinage of Great Britain (ط. revised). London: Barrie & Jenkins Ltd. ISBN:978-0-09-155240-4.
- Lant، Jeffrey L. (1973). "The Jubilee Coinage of 1887" (PDF). British Numismatic Journal. ج. 43: 132–141. مؤرشف من الأصل (PDF) في 2024-03-31.
- Linecar، Howard W.A. (1977). British Coin Designs and Designers. London: G. Bell & Sons Ltd. ISBN:978-0-7135-1931-0.
- Lobel، Richard، المحرر (1999) [1995]. Coincraft's Standard Catalogue English & UK Coins 1066 to Date (ط. 5th). London: Standard Catalogue Publishers Ltd. ISBN:978-0-9526228-8-8.
- Marsh، Michael A. (2017) [1980]. The Gold Sovereign (ط. revised). Exeter, Devon: Token Publishing Ltd. ISBN:978-1-908828-36-1.
- Seaby، Peter (1985). The Story of British Coinage. London: B. A. Seaby Ltd. ISBN:978-0-900652-74-5.
- Skillern، Stephen (أكتوبر 2013). "The coinage of Edward VII, Part I". Coin News: 31–33.
- Spink (2016). Coins of England and the United Kingdom (ط. 52nd). London: Spink. ISBN:978-1-907427-98-5.
- Stocker، Mark (1996). "The Coinage of 1893" (PDF). British Numismatic Journal. ج. 66: 67–86. مؤرشف من الأصل (PDF) في 2024-04-01.